# Baco (Oriental Mindoro)
Baco é um município de  terceira classe de renda municipal (d) na província Oriental Mindoro, nas Filipinas. De acordo com o censo de 1 de maio  de  2020 possui uma população de 39 817 pessoas e 9 182 domicílios.